# Луни, Кевон
Кевон Грант Луни (англ. Kevon Grant Looney, род. 6 февраля 1996 года) — американский профессиональный баскетболист, выступающий за команду Национальной баскетбольной ассоциации «Нью-Орлеан Пеликанс». До прихода в НБА выступал за баскетбольную команду Университета Калифорнии в Лос-Анджелесе «УКЛА Брюинз», где отыграв всего один сезон решил выставить свою кандидатуру на драфт НБА. На драфте НБА 2015 года он был выбран в конце первого раунда под общим 30 номером «Уорриорз».

## Профессиональная карьера

### Голден Стэйт Уорриорз (2015—2025)
Отыграв один сезон за УКЛА Луни решил выставить свою кандидатуру на драфт НБА 2015 года. Однако из-за его проблем с бедром его шансы быть выбранным под высоким номером оказались под сомнениями. Так утром в день драфта на сайте ESPN.com появилась информация, что перед сезоном 2015/16 годов Луни перенесёт операцию на бедре и «вероятно пропустит весь следующий сезон». Однако представители баскетболиста опровергли эту информацию. В СМИ также ходила информация, что он не будет таким же успешным в НБА, как и в УКЛА, и что некоторые менеджеры и скауты клуба считают, что он не полностью отдавался на баскетбольной площадке. В итоге, будучи одни из 19 игроков, приглашённых на церемонии драфта, Луни был выбран под последним номером первого раунда драфта под общим 30 номером клубом «Голден Стэйт Уорриорз». Согласно руководству его нового клуба, у них не было никаких свидетельств того, что Кевон нуждается в медицинской помощи. Более того, учитывая его возраст и потенциал они готовы подождать до его полного выздоравливания. 8 июля 2015 года Луни подписал контракт новичка с «Уорриорз» и принял участие в Летней лиге НБА в Лас-Вегасе. 20 августа Луни успешно перенёс операцию на правом бедре.
4 января 2016 года Луни был переведён в фарм-клуб «Голден Стэйт» из Лиги развития НБА «Санта-Круз Уорриорз», где он должен был провести восстановление после операции. 12 января Кевон дебютировал в профессионалах, приняв участие в матче против «Айдахо Стэмпид». За 16 минут на площадке он сделал дабл-дабл — набрал 11 очков и сделал 12 подборов. Отыграв пять игр за Санта-Круз, в которых он в среднем за игру набирал 8 очков и делал 10 подборов, 24 января Луни был переведён в основную команду. Дебют Луни в НБА состоялся три дня спустя во время матча против «Даллас Маверикс». Из-за травмы Фестуса Эзели руководство «Уорриорз» решило выпустить на площадку своего новичка. В самом мачте Кевону удалось попасть в кольцо уже со своей первой попытки, а игру он завершил имея в своём активе два очка и два подбора. После матча партнёры по команде подарили ему мяч, который использовали во время игры. После матча для дальнейших тренировок и повышения мастерства руководство «Уорриорз» несколько раз отправляло игрока в фарм-клуб .
В марте 2016 года Луни был переведён в список травмированных из-за воспаления в ранее прооперированном бедре. Ему сделали ещё одну операцию на этом бедре, а 22 апреля он перенёс операцию на левом бедре и выбыл из игры на шесть месяцев. Всего же за свой первый сезон в профессионалах Луни отыграл пять игр за Голден Стэйт и 12 за Санта-Круз.
В связи с продолжающейся реабилитацией после травмы, Луни также пропустил матчи Летней лиги НБА.

### Нью-Орлеан Пеликанс (2025—настоящее время)
7 июля 2025 года Луни подписал двухлетний контракт на 16 миллионов долларов с «Нью-Орлеан Пеликанс». 8 июля 2025 года «Голден Стэйт» представил трибьют-видео в дань уважения центровому.

## Личная жизнь
Помимо брата Кевина, у Луни есть старшая сестра по имени Саммер. Его двоюродный брат Ник Янг также играл в НБА, и они играли вместе в «Уорриорз» в сезоне 2017/18.

## Статистика

### Статистика в НБА
| Сезон                                                                                    | Команда      | Регулярный сезон | Регулярный сезон | Регулярный сезон | Регулярный сезон | Регулярный сезон | Регулярный сезон | Регулярный сезон | Регулярный сезон | Регулярный сезон | Регулярный сезон | Регулярный сезон | Серия плей-офф | Серия плей-офф | Серия плей-офф | Серия плей-офф | Серия плей-офф | Серия плей-офф | Серия плей-офф | Серия плей-офф | Серия плей-офф | Серия плей-офф | Серия плей-офф |
| Сезон                                                                                    | Команда      | GP               | GS               | MPG              | FG%              | 3P%              | FT%              | RPG              | APG              | SPG              | BPG              | PPG              | GP             | GS             | MPG            | FG%            | 3P%            | FT%            | RPG            | APG            | SPG            | BPG            | PPG            |
| ---------------------------------------------------------------------------------------- | ------------ | ---------------- | ---------------- | ---------------- | ---------------- | ---------------- | ---------------- | ---------------- | ---------------- | ---------------- | ---------------- | ---------------- | -------------- | -------------- | -------------- | -------------- | -------------- | -------------- | -------------- | -------------- | -------------- | -------------- | -------------- |
| 2015/16                                                                                  | Голден Стэйт | 5                | 0                | 4,1              | 57,1             | 50,0             | -                | 2,0              | 0,0              | 0,0              | 0,0              | 1,8              | Не участвовал  | Не участвовал  | Не участвовал  | Не участвовал  | Не участвовал  | Не участвовал  | Не участвовал  | Не участвовал  | Не участвовал  | Не участвовал  | Не участвовал  |
| 2016/17                                                                                  | Голден Стэйт | 53               | 4                | 8,4              | 52,3             | 22,2             | 61,8             | 2,3              | 0,5              | 0,3              | 0,3              | 2,5              | Не участвовал  | Не участвовал  | Не участвовал  | Не участвовал  | Не участвовал  | Не участвовал  | Не участвовал  | Не участвовал  | Не участвовал  | Не участвовал  | Не участвовал  |
| 2017/18                                                                                  | Голден Стэйт | 66               | 4                | 13,8             | 58,0             | 20,0             | 54,5             | 3,3              | 0,6              | 0,5              | 0,8              | 4,0              | 21             | 5              | 18,4           | 54,2           | 0,0            | 38,1           | 4,2            | 0,9            | 0,7            | 0,4            | 4,1            |
| 2018/19                                                                                  | Голден Стэйт | 80               | 24               | 18,5             | 62,5             | 10,0             | 61,9             | 5,2              | 1,5              | 0,6              | 0,7              | 6,3              | 21             | 1              | 20,5           | 68,8           | -              | 72,4           | 4,5            | 1,0            | 0,6            | 0,5            | 7,1            |
| 2019/20                                                                                  | Голден Стэйт | 20               | 4                | 13,1             | 36,7             | 7,1              | 75,0             | 3,3              | 1,0              | 0,6              | 0,3              | 3,4              | Не участвовал  | Не участвовал  | Не участвовал  | Не участвовал  | Не участвовал  | Не участвовал  | Не участвовал  | Не участвовал  | Не участвовал  | Не участвовал  | Не участвовал  |
| 2020/21                                                                                  | Голден Стэйт | 61               | 34               | 19,0             | 54,8             | 23,5             | 64,6             | 5,3              | 2,0              | 0,3              | 0,4              | 4,1              | Не участвовал  | Не участвовал  | Не участвовал  | Не участвовал  | Не участвовал  | Не участвовал  | Не участвовал  | Не участвовал  | Не участвовал  | Не участвовал  | Не участвовал  |
| 2021/22                                                                                  | Голден Стэйт | 82               | 80               | 21,1             | 57,1             | 0,0              | 60,0             | 7,3              | 2,0              | 0,6              | 0,6              | 6,0              | 22             | 13             | 20,4           | 65,9           | -              | 61,1           | 7,6            | 2,2            | 0,4            | 0,5            | 5,8            |
| 2022/23                                                                                  | Голден Стэйт | 82               | 70               | 23,9             | 63,0             | 0,0              | 60,6             | 9,3              | 2,5              | 0,6              | 0,6              | 7,0              | 13             | 8              | 25,0           | 57,8           | -              | 55,6           | 13,1           | 3,3            | 0,6            | 0,4            | 6,5            |
| 2023/24                                                                                  | Голден Стэйт | 74               | 36               | 16,1             | 59,7             | 0,0              | 67,5             | 5,7              | 1,8              | 0,4              | 0,4              | 4,5              | Не участвовал  | Не участвовал  | Не участвовал  | Не участвовал  | Не участвовал  | Не участвовал  | Не участвовал  | Не участвовал  | Не участвовал  | Не участвовал  | Не участвовал  |
|                                                                                          | Всего        | 523              | 256              | 17,5             | 58,3             | 16,7             | 61,5             | 5,6              | 1,6              | 0,5              | 0,5              | 5,0              | 77             | 27             | 20,7           | 62,5           | 0,0            | 58,1           | 6,8            | 1,7            | 0,6            | 0,4            | 5,8            |
| Наведите курсор мыши на аббревиатуры в заголовке таблицы, чтобы прочесть их расшифровку. |              |                  |                  |                  |                  |                  |                  |                  |                  |                  |                  |                  |                |                |                |                |                |                |                |                |                |                |                |

### Статистика в Джи-Лиге
| Сезон                                                                                    | Команда             | Регулярный сезон | Регулярный сезон | Регулярный сезон | Регулярный сезон | Регулярный сезон | Регулярный сезон | Регулярный сезон | Регулярный сезон | Регулярный сезон | Регулярный сезон | Регулярный сезон | Серия плей-офф | Серия плей-офф | Серия плей-офф | Серия плей-офф | Серия плей-офф | Серия плей-офф | Серия плей-офф | Серия плей-офф | Серия плей-офф | Серия плей-офф | Серия плей-офф |
| Сезон                                                                                    | Команда             | GP               | GS               | MPG              | FG%              | 3P%              | FT%              | RPG              | APG              | SPG              | BPG              | PPG              | GP             | GS             | MPG            | FG%            | 3P%            | FT%            | RPG            | APG            | SPG            | BPG            | PPG            |
| ---------------------------------------------------------------------------------------- | ------------------- | ---------------- | ---------------- | ---------------- | ---------------- | ---------------- | ---------------- | ---------------- | ---------------- | ---------------- | ---------------- | ---------------- | -------------- | -------------- | -------------- | -------------- | -------------- | -------------- | -------------- | -------------- | -------------- | -------------- | -------------- |
| 2015/16                                                                                  | Санта-Круз Уорриорз | 12               | 0                | 19,2             | 39,6             | 31,0             | 71,4             | 7,4              | 0,8              | 0,7              | 0,9              | 9,8              | Не участвовал  | Не участвовал  | Не участвовал  | Не участвовал  | Не участвовал  | Не участвовал  | Не участвовал  | Не участвовал  | Не участвовал  | Не участвовал  | Не участвовал  |
| 2016/17                                                                                  | Санта-Круз Уорриорз | 4                | 1                | 19,6             | 56,1             | 0,0              | 41,7             | 11,3             | 0,5              | 1,0              | 1,0              | 12,8             | Не участвовал  | Не участвовал  | Не участвовал  | Не участвовал  | Не участвовал  | Не участвовал  | Не участвовал  | Не участвовал  | Не участвовал  | Не участвовал  | Не участвовал  |
|                                                                                          | Всего               | 16               | 1                | 19,3             | 44,1             | 28,1             | 62,5             | 8,4              | 0,7              | 0,8              | 0,9              | 10,5             | Не участвовал  | Не участвовал  | Не участвовал  | Не участвовал  | Не участвовал  | Не участвовал  | Не участвовал  | Не участвовал  | Не участвовал  | Не участвовал  | Не участвовал  |
| Наведите курсор мыши на аббревиатуры в заголовке таблицы, чтобы прочесть их расшифровку. |                     |                  |                  |                  |                  |                  |                  |                  |                  |                  |                  |                  |                |                |                |                |                |                |                |                |                |                |                |

### Статистика в NCAA
| Сезон | Команда | Conf   | Class | GP | GS | MPG  | FG%  | 3P%  | FT%  | RPG | APG | SPG | BPG | PPG  |
| --- | ------- | ------ | ----- | -- | -- | ---- | ---- | ---- | ---- | --- | --- | --- | --- | ---- |
| 2014/15 | УКЛА    | Pac-12 | FR    | 36 | 36 | 30,9 | 47,0 | 41,5 | 62,6 | 9,2 | 1,4 | 1,3 | 0,9 | 11,6 |
| Всего | Всего   | Всего  | Всего | 36 | 36 | 30,9 | 47,0 | 41,5 | 62,6 | 9,2 | 1,4 | 1,3 | 0,9 | 11,6 |
| Наведите курсор мыши на аббревиатуры в заголовке таблицы, чтобы прочесть их расшифровку Статистика приведена с сайта sports-reference.com |         |        |       |    |    |      |      |      |      |     |     |     |     |      |